# Bagh-e Sofla
Bagh-e Sofla – wieś w Iranie, w ostanie Azerbejdżan Zachodni, w szahrestanie Szahin Deż. W 2006 roku liczyła 250 mieszkańców.